# JADES-GS-z13-0
JADES-GS-z13-0, dénommée officiellement JADES-GS+053.14988-27.77650, est une galaxie à discontinuité Lyman-α, située dans la constellation du Fourneau, au décalage vers le rouge de 13,20, découverte par le télescope spatial James Webb (JWST) lors de l'imagerie NIRCam pour le programme d'étude JWST Advanced Deep Extragalactic Survey (JADES) le 29 septembre 2022. 

## Description
Les observations spectroscopiques effectuées par l'instrument NIRSpec du JWST en octobre 2022 confirment avec une grande précision le décalage vers le rouge de la galaxie de z = 13,2, l'établissant comme la galaxie la plus ancienne et la plus éloignée confirmée spectroscopiquement à l'époque, avec une distance de voyage de la lumière de 13,38 milliards d'années. 
En raison de l'expansion de l'Univers, sa distance actuelle est d’environ 33 milliards d’années-lumière. En 2024, deux galaxies plus anciennes et plus éloignées, JADES-GS-z14-0 et JADES-GS-z14-1, sont découvertes. 
JADES-GS-z13-0 est situé dans la constellation du Fourneau, qui comprend le champ ultra-profond de Hubble.

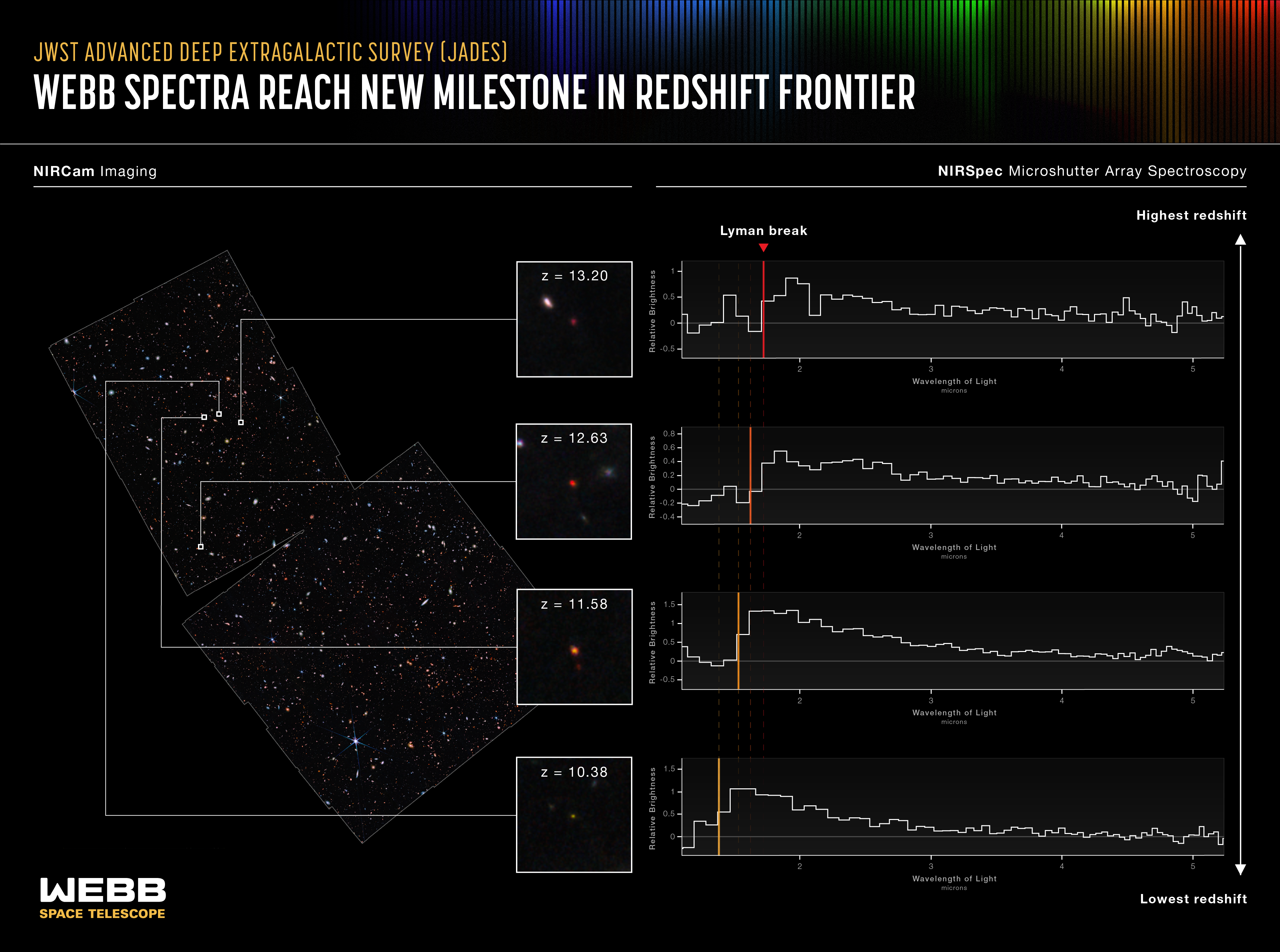
Spectres NIRSpec du télescope spatial James Webb de quatre galaxies à fort décalage vers le rouge, dont JADES-GS-z13-0.

JADES-GS-z13-0  est une galaxie de petite taille. Elle a une masse stellaire estimée de log10(M⋆ / M⊙) = 7,8 + 0,4
- 0,5, soit équivalente à 63,1 millions de masses solaires. Son rayon effectif, re , est de 59 pc. 

## Tableau comparatif
| Caractéristiques Galaxie       | Réf.  | Décalage vers le rouge z | Ma (1) | Magnitude absolue - MUV | Masse log10(M⋆/M⊙) (2) | Nombre d'étoiles en masse solaire | Rayon effectif en parsec (re ) | Métallicité log10(Z⋆/Z⊙) |
| JADES-GS-z14-0                 | [ 2 ] | 14,1796                  | 294    | −20,81 ± 0,16           | 8,70                   | 501 187 000                       | 260 ± 20                       | -1,5                     |
| JADES-GS-z13-0                 | ’     | 13,20                    | 320    | −18,92 ± 0,05           | 7,80                   | 63 095 000                        | 59                             | -1,69                    |
| JADES-GS-z12-0                 | [ 1 ] | 12,48                    | 350    | −18,23 ± 0,16           | 7,64                   | 43 652 000                        | -                              | -1,44                    |
| UDFj-39546284 / JADES-GS-z11-0 | ’     | 11,12                    | 408    | −19,32 ± 0,03           | 8,30                   | 199 526 000                       | 119                            | -1,9                     |

(1)   Ma = Galaxie observée en millions d'années après le Big Bang. Donnée de l'auteur de l'étude, à défaut calculateur Kempner.
(2)   La mesure peut varier selon l'auteur de l'étude.
Les observations de JWST de galaxies au décalage vers le rouge élevé (z > 9), ont aussi révélé une gamme variée de propriétés chimiques. Ainsi, certaines galaxies montrent des taux élevés d'azote (par exemple GN-z9p4  à z = 9,3  et GLASS-z12/GHZ2 à z = 12,34), tandis que d'autres, hormis la présence de la discontinuité Lyman-α, ont des raies d'émission dans l’ultraviolet (UV) faibles ou non détectées (par exemple JADES-GS-z13-1-LA et JADES-GS-z14-0). Il existe également des preuves de l'activité de noyaux actifs de galaxies dans certaines de ces sources (par exemple GHZ9 et UHZ1).